# Цельце
Цельце (пол. Cielce) — село в Польщі, у гміні Варта Серадзького повіту Лодзинського воєводства.
Населення — 463 особи (2011).
У 1975-1998 роках село належало до Серадзького воєводства.

## Демографія
Демографічна структура станом на 31 березня 2011 року:
|          | Загалом | Допрацездатний вік | Працездатний вік | Постпрацездатний вік |
| -------- | ------- | ------------------ | ---------------- | -------------------- |
| Чоловіки | 226     | 41                 | 159              | 26                   |
| Жінки    | 237     | 50                 | 125              | 62                   |
| Разом    | 463     | 91                 | 284              | 88                   |